# Luciana Mazeto
Luciana Mazeto est une monteuse, productrice et réalisatrice brésilienne.

## Biographie
Luciana Mazeto étudie le cinéma à l'Université pontificale catholique du Rio Grande do Sul (PUCRS) de Porto Alegre. Associée au réalisateur Vinícius Lopes, elle réalise et écrit plusieurs courts métrages projetés dans des festivals de cinéma nationaux et internationaux,,.

## Carrière professionnelle
En 2012, Luciana Mazeto et  Vinícius Lopes fondent la société de production Pátio Vazio. Ils sont les coproducteurs du festival de cinéma Cine Esquema Novo à Porto Alegre, en 2016.
En 2020, le duo est à l'origine d'un premier long métrage intitulé Irmã. Alors que l'état de santé de leur mère s'aggrave, les deux sœurs Ana et Julia, décident de se rendre dans le sud du Brésil à la recherche de leur père. Elles entreprennent alors un voyage initiatique qui les marquera pour toujours,,. Le film est présenté en première mondiale dans la catégorie Génération 14plus de la 70e Berlinale en 2020,.

## Filmographie

### Courts métrages
- 2010 : Let Me Tell You About Noel de Vinicius Lopes et Luciana Mazeto
- 2011 : Purge de Vinicius Lopes et Luciana Mazeto
- 2012 : Berenice de Vinicius Lopes et Luciana Mazeto
- 2013 : Three Mice de Vinicius Lopes et Luciana Mazeto
- 2014 : Little Things de Vinicius Lopes et Luciana Mazeto
- 2015 : Behind the Shadow de Vinicius Lopes et Luciana Mazeto
- 2016 : Under the Door de Vinicius Lopes et Luciana Mazeto
- 2018 : Stone Engravings and the Three-Colored Chickenpox Tale de Vinicius Lopes et Luciana Mazeto
- 2020 : The Eyes in the Woods and the Taste in the Water de Vinicius Lopes et Luciana Mazeto

### Longs métrages
- 2020 : Irmã, sœurs à la fin du monde de Vinicius Lopes, Luciana Mazeto et Pátio Vazio
- 2021 : Despedida de Vinicius Lopes, Luciana Mazeto